# Federazione pallavolistica del Senegal
La Federazione senegalese di pallavolo (fra. Fédération Sénégalaise de volley-ball, FSVB) è un'organizzazione fondata per governare la pratica della pallavolo in Senegal.
Organizza il campionato maschile e femminile, e pone sotto la propria egida la nazionale maschile e femminile.
Ha aderito alla FIVB nel 1961.